# NGC 5279
NGC 5279 este o galaxie spirală situată în constelația Ursa Mare. A fost descoperită în 4 mai 1831 de către John Herschel. Se află la o distanță de 113,7 megaparseci de Pământ.